# Toms Place
Toms Place (chiamata anche Hans Lof's) è una comunità non incorporata nella Contea di Mono in California. Si trova sul torrente rock a 10 miglia a est di Monte Morrison ad un'altezza di 7090 piedi, pari a 2161 m.